# Lỗ Văn công (Chiến Quốc)
Lỗ Văn công (chữ Hán: 魯文公, ?-280 TCN, trị vì 302 TCN-280 TCN), tên thật là Cơ Cổ (姬賈), là vị vua thứ 35 của nước Lỗ - chư hầu nhà Chu trong lịch sử Trung Quốc. Về thụy hiệu của vị vua này, sách Thế Bản ghi là Mẫn Công (湣公) nhưng sách Hán thư mục nhân biểu lại chép thành Mẫn Công (愍公) và mục luật lịch chí thì viết rằng Mẫn Công (緡公).
Cơ Cổ con của Lỗ Bình công, vị vua thứ 34 của nước Lỗ. Năm 303 TCN, Lỗ Bình công qua đời, Cơ Cổ lên nối ngôi, tức là Lỗ Văn công.
Sử sách không ghi rõ những hành trạng của ông trong thời gian ở ngôi.
Năm 280 TCN, Lỗ Văn công qua đời, tại vị được 23 năm. Con ông là Cơ Thù lên nối ngôi, tức Lỗ Khoảnh công.